# 季欧
季欧（1935年—2000年），男，福建浦城人，中国质谱仪器专家，曾任厦门大学教授，福建省仪器仪表学会副理事长。